# British Joint Services Expedition
Die British Joint Services Expedition (englisch für Expedition der gemeinschaftlichen britischen Dienste) war eine aus mehreren Vermessungs- und Bergsteiger-Expeditionen in die Antarktis bestehende Unternehmung unter Beteiligung der Streitkräfte des Vereinigten Königreichs.

## British Joint Services Expedition (1970–1971)
Diese Forschungsreise war eine Expedition nach Elephant Island und zu benachbarten Inseln im Archipel der Südlichen Shetlandinseln von Dezember 1970 bis März 1971. Neben einem Zivilisten waren an dem Unternehmen 13 Angehörige der britischen Streitkräfte unter der Leitung von Commander Malcolm Burley (1927–2010) von der Royal Navy beteiligt. Von Buenos Aires wurde die Mannschaft mit der HMS Endurance in das Zielgebiet gefahren. Am 6. Dezember 1970 gelang einer Gruppe um Burley die Erstbesteigung des Mount Irving auf Clarence Island.

## British Joint Services Expedition (1976–1977)
Diese Forschungsreise bestand aus zwei Mannschaften zu je acht Teilnehmern unter der gemeinschaftlichen Leitung von Commander Chris Furse (1935–2018), der bei der vorangegangenen Expedition als stellvertretender Leiter fungiert hatte. Ziel des Unternehmens war die Fortsetzung der Vermessungsarbeiten fünf Jahre zuvor. Eine der beiden Mannschaften wurde von der HMS Endurance am 15. Dezember 1976 auf Gibbs Island, die andere zwei Tage später auf O’Brien Island abgesetzt. Mittels mitgeführter Kanus navigierten beide Mannschaften von dort zwischen den Inseln der Elephant-Island-Gruppe, bevor sie schließlich am 13. März 1977 von der HMS Endurance wieder an Bord genommen wurden.

## British Joint Services Expedition (1984–1985)
Diese Forschungsreise, die vom 4. Januar 1984 bis März 1985 dauerte, hatte die Brabant-Insel im Palmer-Archipel als Zielgebiet. Ihr gehörten 34 Teilnehmer, darunter ein Enkel des belgischen Polarforschers Adrien de Gerlache de Gomery, unter der erneuten Leitung von Commander Chris Furse an. Das Basislager wurde am Metchnikoff Point errichtet. Bei einem Besteigungsversuch des Cushing Peak brach sich Lieutenant Commander Chris Waghorn bei einem Sturz in eine Gletscherspalte am 4. März 1985 den Oberschenkel. Er konnte fünf Tage später mithilfe eines Wasp-Helikopters aus einem Biwak in rund 760 m Höhe am Cushing Peak geborgen werden.

## British Joint Services Expedition (1995–1996)
Diese Forschungsreise wurde von Sergeant Martin Kimbrey von der Royal Navy geleitet, einem Teilnehmer der vorherigen Expedition zur Brabant-Insel. Die Expedition scheiterte beim Versuch, den Mount Foster auf Smith Island zu besteigen.